# Марци, Густаво
Густаво Марци (итал. Gustavo Marzi, 25 ноября 1908 — 14 ноября 1966) — итальянский фехтовальщик, многократный олимпийский чемпион и чемпион мира.

## Биография
Родился в 1908 году в Ливорно. В 1928 году принял участие в Олимпийских играх в Амстердаме, где завоевал серебряную медаль в командном первенстве на саблях и был 4-м в личном первенстве. В 1929 году завоевал золотую и серебряную медаль Международного первенства по фехтованию в Неаполе. На Международном первенстве по фехтованию в Льеже в 1930 году стал обладателем золотой и двух серебряных медалей. В 1931 году на Международном первенстве по фехтованию в Вене также получил золотую и две серебряные медали. В 1932 году завоевал золотую и две серебряные медали Олимпийских игр в Лос-Анджелесе. В 1933 году получил две серебряные медали Международного первенства по фехтованию в Будапеште. В 1934 году завоевал золотую и две серебряные медали Международного первенства по фехтованию в Варшаве. В 1935 году стал обладателем золотой и серебряной медали Международного первенства по фехтованию в Лозанне. В 1936 году получил золотую и две серебряные медали Олимпийских игр в Берлине.
В 1937 году Международная федерация фехтования задним числом признала все прошедшие ранее Международные первенства по фехтованию чемпионатами мира. В 1938 году Густаво Марци завоевал две золотые медали Чемпионата мира в Пьештянях.
Скончался от рака в 1966 году.